# زليتوفو
زليتوفو (Злетово) هي مدينة في مقاطعة كوتشاني في جمهورية مقدونيا. وهي تقع في منطقة زمنية توقيت وسط أوروبا الرسمي.وهي تقع في منطقة زمنية توقيت وسط أوروبا الرسمي
يبلغ عدد سكانها حوالي 3220 نسمة.